# Roberta Ferrero
Pour les articles homonymes, voir Ferrero (homonymie).
Roberta Ferrero est une ancienne cycliste italienne, née le 14 octobre 1971 à Turin. Elle est sénatrice de la République italienne de mars 2018 à octobre 2022,.
Elle remporte le Trofeo Alfredo Binda-Comune di Cittiglio en 1993 et devient championne d'Italie en 1995.

## Biographie
Née en octobre 1971 à Turin, elle réside toujours à Bruino dans l'agglomération de la ville métropolitaine la plus étendue d'Italie (Turin). Elle est élue sénatrice italienne le 27 mars 2018 dans la région du Piémont.

## Palmarès
- 1993
  - Trofeo Alfredo Binda-Comune di Cittiglio
- 1994
  - 2e de Colle Umberto
  - 2e de Giro del Piave
  - 3e de Serravalle
- 1995
  -  Championne d'Italie sur route
  - 3e du trophée de la ville de Schio
- 1997
  - 3e du Tour de Ciuffena

### Résultats sur les grands tours

#### Tour d'Italie
2 participations :
- 1993 : 33e
- 1994 : 38e
- 1997 : 66e

#### Tour cycliste féminin
1 participation :
- 1997 : 71e